# Hikari Mitsushima
Hikari Mitsushima (満島 ひかり Mitsushima Hikari?,  Okinawa, Japón, 30 de noviembre de 1985) es una actriz, cantante, idol y gravure idol japonesa. Mitsushima inició su carrera artística como miembro del grupo de J-Pop juvenil femenino Folder y Folder 5. Tras participar en la serie televisiva de Ultraman Max, dio el salto a la gran pantalla con Death Note y su secuela, Death Note: Last Name, en las que asume el papel de Sayu Yagami, la hermana menor del protagonista. Tras un rol menor en la película de acción Shaolin Girl, obtiene el coprotagonismo en la ambiciosa película del director Sion Sono, Love Exposure (premiada en Festival Internacional de Cine de Berlín y primer premio del público en el BAFF), en la que interpreta a Yoko el amor idílico del protagonista.

## Filmografía

### Películas
1997 Rebirth of Mothra II de Kunio Miyoshi
2006 Death Note de Shūsuke Kaneko
2006 Death Note: Last Name de Shūsuke Kaneko
2007 Exte: Hair Extension de Sion Sono
2007 Shaolin Girl de Katsuyuki Motohiro
2008 Love Exposure de Sion Sono
2009 Pride de Shusuke Kaneko
2009 Be Sure to Share de Sion Sono
2009 The Wonderful World of Captain Kuhio de Daihachi Yoshida
2010 Sawako Decides de Yûya Ishii
2010 Villain de Lee Sang-il
2011 Hara-kiri: Muerte de un samurai de Takashi Miike
2011 Tormented de Takashi Shimizu
2011 Smuggler de Katsuhito Ishii
2011 Moteki de Hitoshi One
2017 Mary y la flor de la bruja de Hiromasa Yonebayashi

### Televisión
2005 Ultraman Max
2007 Kekkon sagishi
2007 Kamen Rider Den-O, Ep.17-18, 33- Yuka Sawada
2008 seizonmonoaru Episode Zero'